# مارتتیلا، هلسینکی
مارتْتیلا (به فنلاندی: Marttila) یک منطقهٔ مسکونی در فنلاند است که در هلسینکی واقع شده‌است. مارتتیلا ۰٫۳۸ کیلومتر مربع مساحت و ۳۵۷ نفر جمعیت دارد.